# کروزلنژان
شهر کروزلنژان  در بخش کروزلنژان در ایالت تورگو در کشور سوئیس واقع شده‌است که ۱۶٬۹۰۰ نفر جمعیت دارد.

## نگارخانه

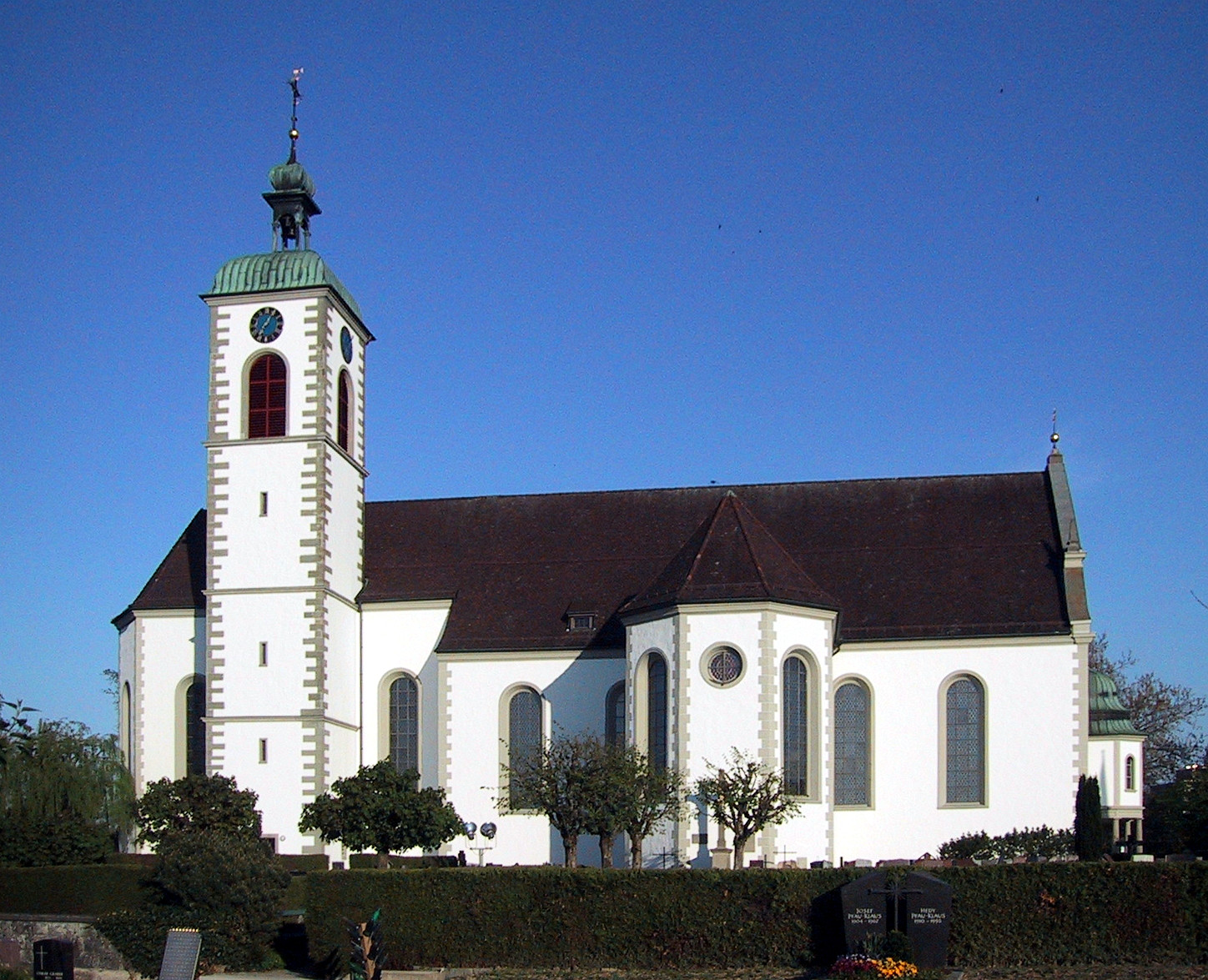
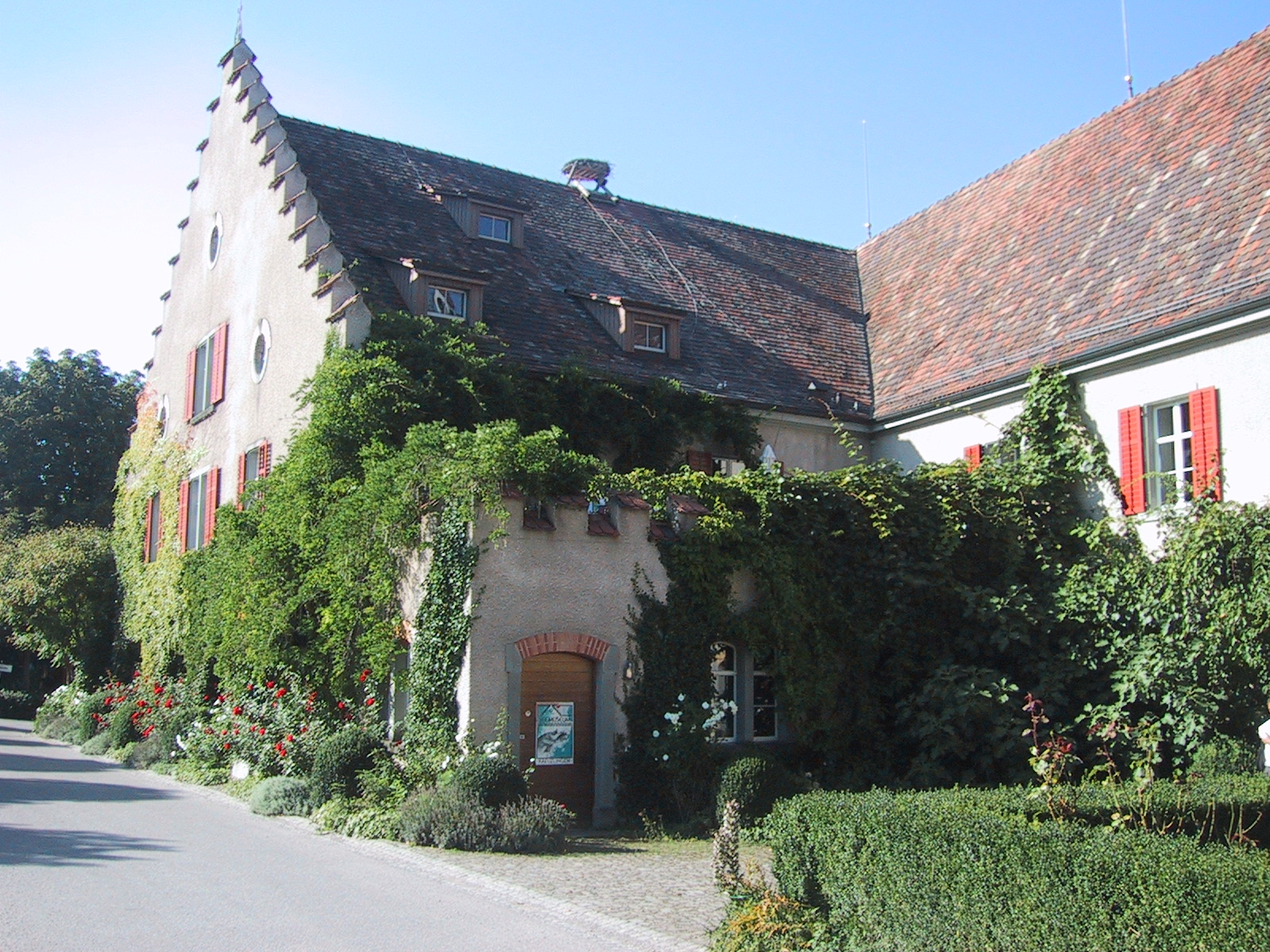
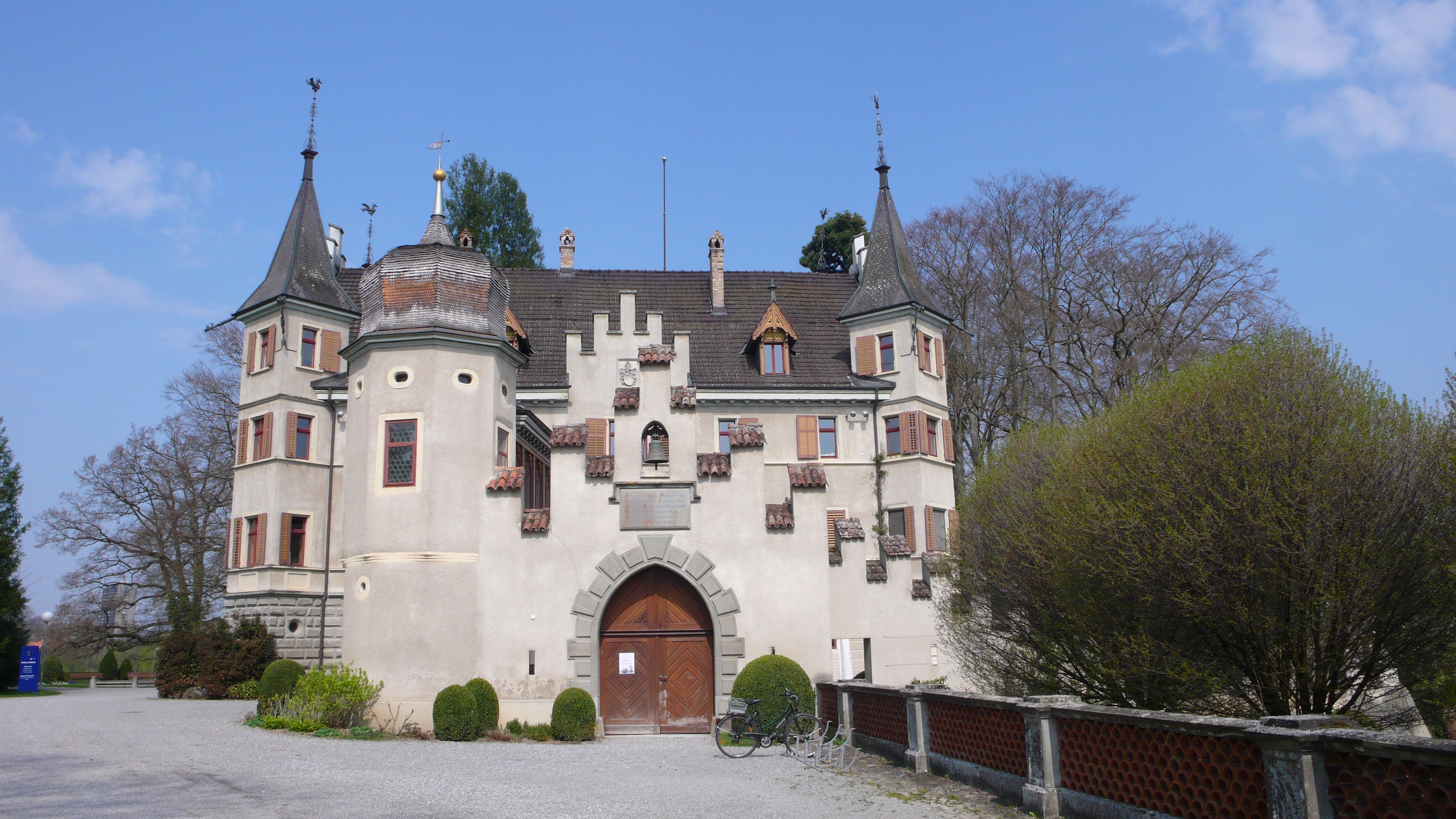